# Phyllachora gratissima
Phyllachora gratissima är en svampart som beskrevs av Rehm 1892. Phyllachora gratissima ingår i släktet Phyllachora och familjen Phyllachoraceae.   Inga underarter finns listade i Catalogue of Life.